# Balbina Steffenone
Balbina Steffenone, aussi appelée Bina ou Steffanone ou Steffenoni (Turin, 1825 – Naples,1896), est une soprano italienne du XIXe siècle.

## Biographie
Elle naît à Turin, et se forme à Bologne auprès de Teresa Bertinotti. 
Elle fait ses débuts comme Lucia à Macerata en 1842. Elle chante à Modène, Rome, Lucques, Turin, Vicence, Padoue, Venise et Florence. 
Elle se rend ensuite au Covent Garden en 1845-1847, puis en Amérique du Nord, où elle demeure pendant sept ans. Elle se produit entre autres à Boston, Mexico, New York, Philadelphie et La Havane, où elle est prima donna de la compagnie de Giovanni Bottesini autour de 1850. Elle chante à la première américaine de Il trovatore à l’Academy of Music (en) de New York, jouant à la fois le rôle de Leonora et d’Ines,. À son retour de Cuba en 1855, elle chante le rôle-titre dans Lucrezia Borgia, ce qui est diversement apprécié.
Elle revient en Europe pour la suite de sa carrière, se produisant au Théâtre italien de Paris en 1856-1857, à Vienne en 1859, et à Naples en 1860-61, où elle participe à la création de Morosina de Errico Petrella. Elle se retire des scènes en 1862, mais elle prend part à la première de Giovanna di Castiglia de Vincenzo Battista au Teatro San Carlo de Naples en 1863.
Elle meurt à Naples en 1896.